# Dilacra cauta
Dilacra cauta är en skalbaggsart som först beskrevs av Thomas Casey 1911.  Dilacra cauta ingår i släktet Dilacra och familjen kortvingar. Inga underarter finns listade i Catalogue of Life.